# The Bishops
The Bishops est un groupe de rock indépendant britannique, originaire de Londres, en Angleterre. Mike et Pete Bishop (qui ont fait leurs études au Chelsea College of Art and Design) sont jumeaux et ont rencontré le troisième membre du groupe, l'écossais Chris McConville, dans un pub local, The Kings Head, au Barbican Estate. Le groupe est formé en 2002. Très influencé par le rock anglais des années 1950 et 1960, The Bishops savent cependant remettre ce genre musical au goût du jour sans jamais plagier leurs aînés. Ils sont par ailleurs réputés pour leurs concerts énergiques, donnés dans de nombreux pays (notamment au Japon).

## Biographie

### Débuts
Le groupe est formé en 2002 lorsque les jumeaux Mike et Pete Bishop font la rencontre du batteur Chris Mcconville au Kings Head, un pub situé près d'un YMCA local à cette période. Le groupe joue régulièrement sur Londres entre 2002 et 2005,,.

### The Bishops
Ils enregistrent un single en 2006 intitulé Higher Now avec en face B In the Night. Leur premier album, The Bishops, est sorti au Royaume-Uni le 23 avril 2007, et le mois suivant en France. Après la sortie de l'album, le groupe joue en tournée avec des groupes et artistes comme The Enemy, Glasvegas, Reverend and the Makers et Laura Marling. À cette période, ils jouent aussi avec The Fratellis, the Rakes, Jamie T, Plan B et Little Barrie. L groupe joue notamment aux festivals Bestival, Lovebox, 1234 Festival, Tapestry, Transmusicales et au festival Frequency en Autriche. L'album gagne le soutien de XFM, BBC Radio 2, BBC 6 Music, Le Mouv (France), Virgin (Italie), FM4 (Autriche) et parait à la télévision en Europe et au Japon. Le groupe apparait en couverture de magazines comme Rolling Stone, NME, Esquire, Dazed and Confused, The Sun, The Guardian et est déclaré dans les disques de mois sur le magazine Rock and Folk.

### For NowetAll Lost Time
Le deuxième album, For Now, est sorti le 2 mars 2009 en Angleterre et le 30 du même mois en France. En 2010, le groupe a recruté un nouveau membre, Alex Bishop, jeune frère des jumeaux, et décidé de s'orienter vers un son plus contemporain, s'éloignant du garage rock de ses débuts, pour la parution d'un nouvel EP, Sojourn. En octobre 2013, le groupe sort son troisième album, All Lost Time.

## Membres
- Mike Bishop - voix, guitare
- Pete Bishop - voix, basse
- Chris McConville - batterie
- Alex Bishop - voix, guitare, clavier (2010-2012)

## Discographie

### Albums studio
- 2007 : The Bishops
- 2009 : For Now
- 2013 : All Lost Time

### Singles
- 2005 : I Don't Really Know What to Say
- 2006 : The Only Place I Can Look Is Down
- 2006 : Higher Now
- 2006 : Breakaway
- 2007 : I Can't Stand It Anymore
- 2008 : City Lights
- 2009 : If You Leave Today
- 2009 : Hold On

### EP
- 2010 : Sojourn